# تئوری‌های ارزش اضافی

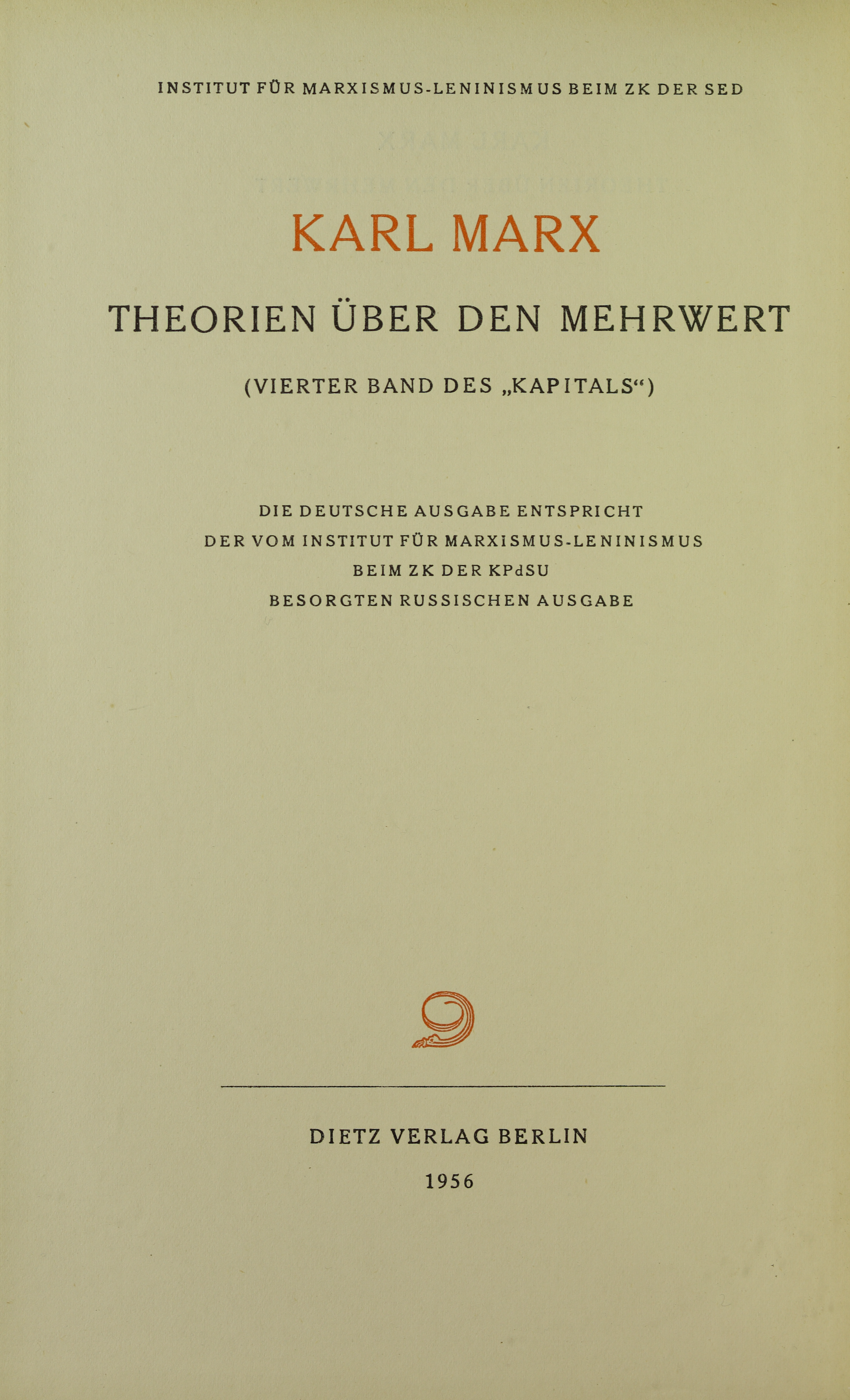
تئوری‌های ارزش اضافی

تئوری‌های ارزش اضافی (آلمانی: Theorien über den Mehrwert) دست نوشته‌ای از کارل مارکس است که بین ژانویه ۱۸۶۲ تا ژوئیه ۱۸۶۳ نوشته شده‌است. موضوع اصلی این دست نوشته نظریه‌هایی است که در اروپای غربی دربارهٔ مفهوم ارزش افزوده از سال ۱۷۵۰ تا زمان نوشتن آن رایج بوده‌است و مارکس در این دست نوشته نظریات متخصصان اقتصاد سیاسی اهل بریتانیا، فرانسه و آلمان را دربارهٔ تولید ثروت و سودآوری صنایع بررسی و نقد کرده‌است. مسئله مهم دیگر این کتاب منبع، شکل‌ها و عوامل تعیین‌کننده ارزش افزوده‌است.